# Bruno Krüger (Politiker)
Bruno Krüger (* 24. Dezember 1922 in Wahrenberg, Landkreis Osterburg; † 8. Juni 1983) war ein deutscher Politiker und Funktionär der DDR-Blockpartei LDPD. Er war Vorsitzender des LDPD-Bezirksvorstandes Schwerin.

## Leben
Krüger war Finanzangestellter und leistete Militär- und Kriegsdienst in der Wehrmacht. 1946 gehörte er zu den Mitbegründern der LDPD in Wittenberge. Er arbeitete als Angestellter des Finanzamtes Perleberg.
Von 1958 bis 1961 war er stellvertretender Vorsitzender des Rates des Kreises Perleberg sowie Vorsitzender des dortigen Kreisverbandes der LDPD. Von 1961 bis 1983 fungierte er als Vorsitzender des Bezirksvorstandes Schwerin und war von 1963 bis 1983 auch Mitglied des Zentralvorstandes der LDPD. Von 1963 bis 1983 war er Abgeordneter des Bezirkstags Schwerin. Außerdem war er Mitglied des Bezirksausschusses Schwerin der Nationalen Front der DDR und stellvertretender Vorsitzender des Bezirksvorstandes der Gesellschaft für Deutsch-Sowjetische Freundschaft.
Bruno Krüger war verheiratet und starb nach schwerer Krankheit im Alter von 60 Jahren.

## Auszeichnungen
- Vaterländischer Verdienstorden in Bronze (1967) und in Silber (1974)